# Geländewagen

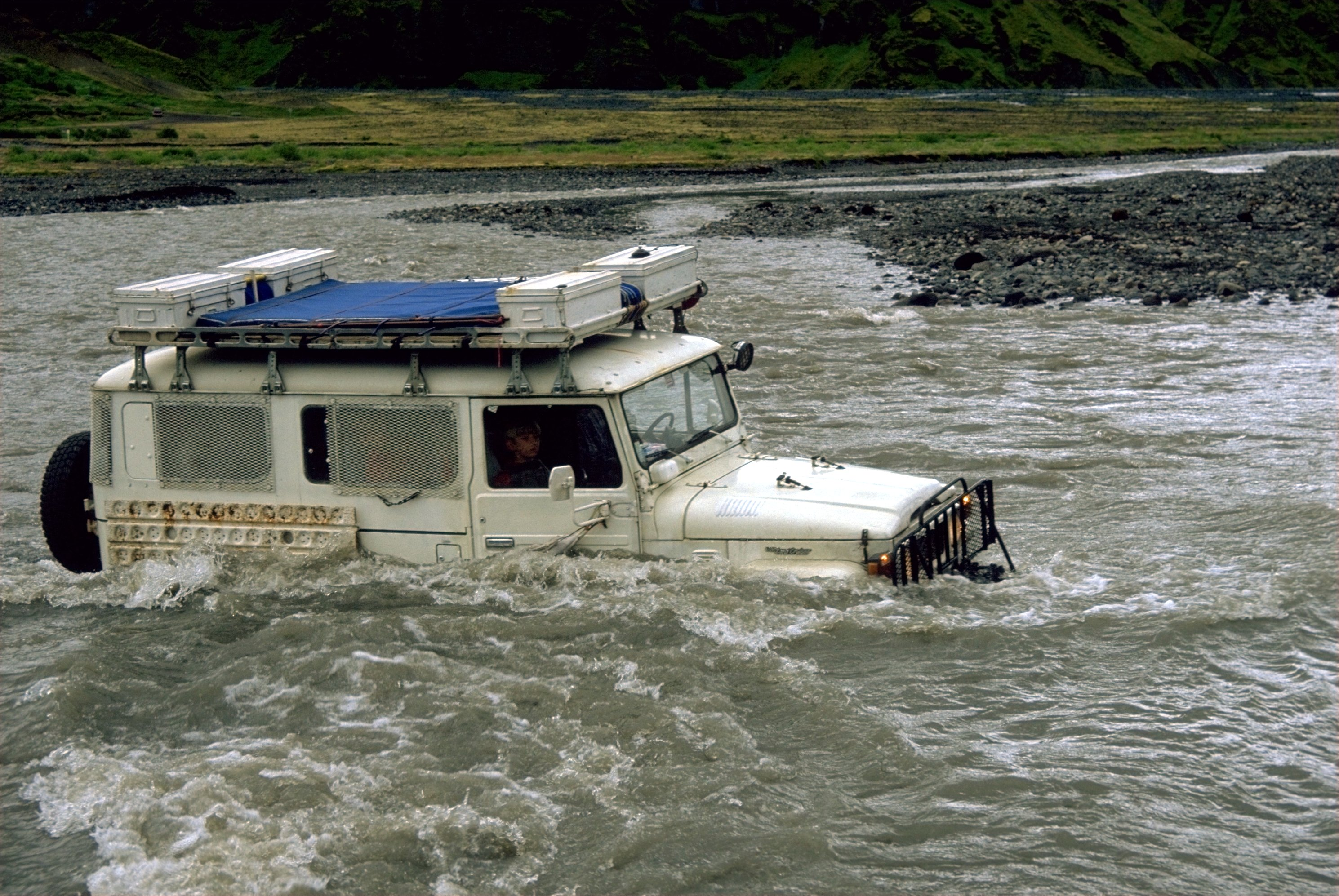
Ein Toyota Land Cruiser J45 beim Durchfahren einer Furt in Thorsmörk, Island. Hierbei ist die Wattiefe entscheidend.

Geländewagen sind Automobile zum Befahren von schwierigem Gelände abseits von befestigten Straßen. In den Anfangsjahren des Automobils waren asphaltierte Straßen die Ausnahme, sodass alle Kraftfahrzeuge eine hohe Bodenfreiheit aufweisen mussten. Die ersten speziellen Geländewagen waren die Halbkettenfahrzeuge aus den 1920er Jahren von André Citroën. Die bekanntesten und langlebigsten Marken sind Jeep, Toyota, Nissan und Land Rover sowie Mercedes, welche auf Grund ihrer Zweckmäßigkeit und Vielseitigkeit an der Verbreitung dieser Fahrzeugklassen seit den 1940er Jahren den größten Anteil haben. Andere Fahrzeugmarken folgten diesen Beispielen und brachten ebenfalls im Laufe der Unternehmensgeschichte eigene Modelle auf den Markt. Eines der zentralen Merkmale eines Geländewagens ist Allradantrieb, d. h. im Gegensatz zu einem normalen Straßen-Pkw werden zur Erhöhung der Traktion im Gelände Vorder- und Hinterachse angetrieben.
Heute werden Geländewagen vorwiegend von Streitkräften, Jägern, in der Land- und Forstwirtschaft und im Offroad-Motorsport sowie in Landstrichen benötigt, deren Verkehrsinfrastruktur mangelhaft ausgebaut ist.
Seit den 1990er Jahren werden SUV und Geländewagen zunehmend als Lifestylefahrzeuge anstelle von normalen Personenkraftwagen auf befestigten Straßen genutzt.
Diese Modeerscheinung steht aus ökologischen Gründen und wegen des erhöhten Unfallrisikos in der Kritik.

## Konstruktive Kriterien für Geländewagen

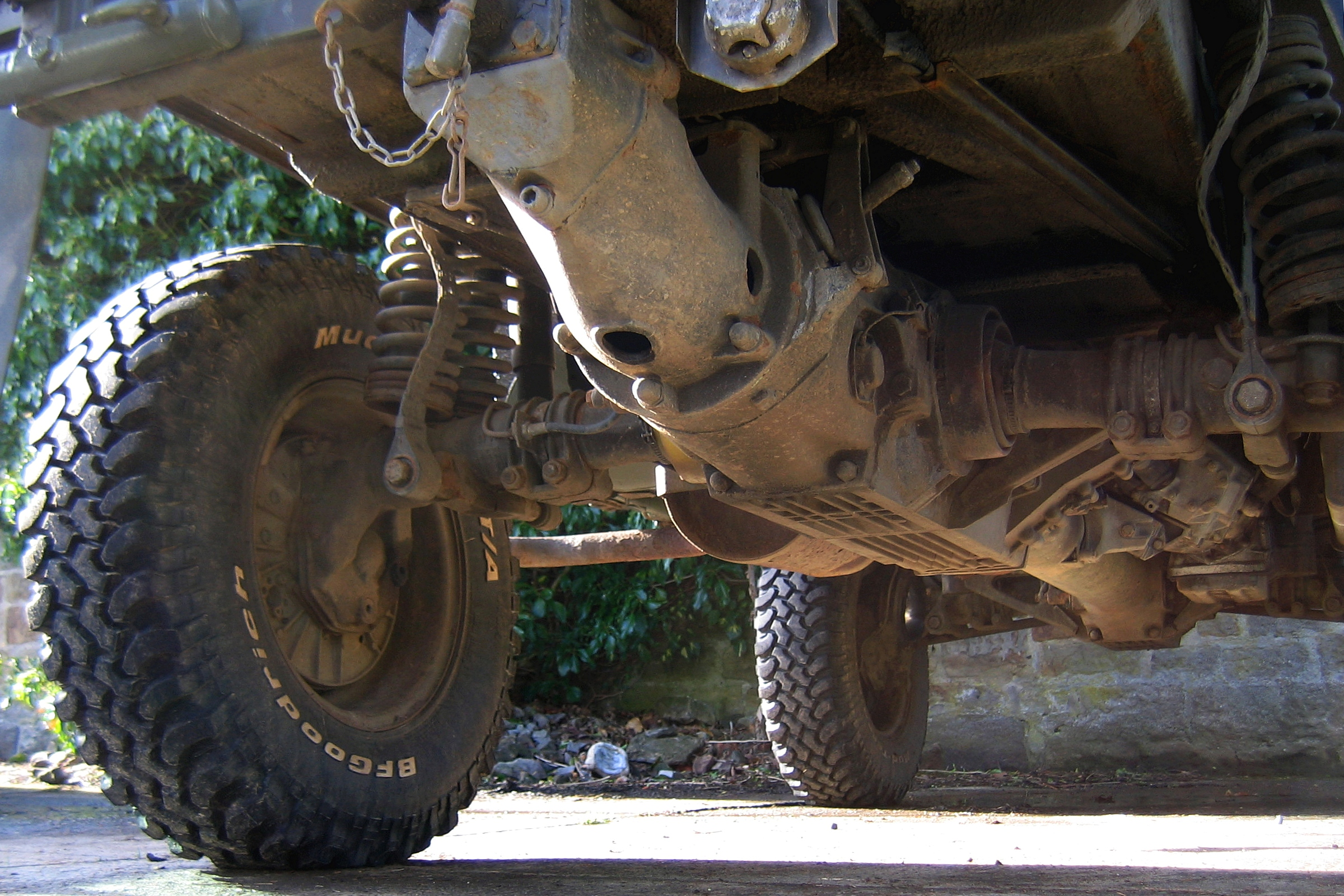
Steyr-Puch Pinzgauer mit Portalachsen zur Vergrößerung der Bodenfreiheit

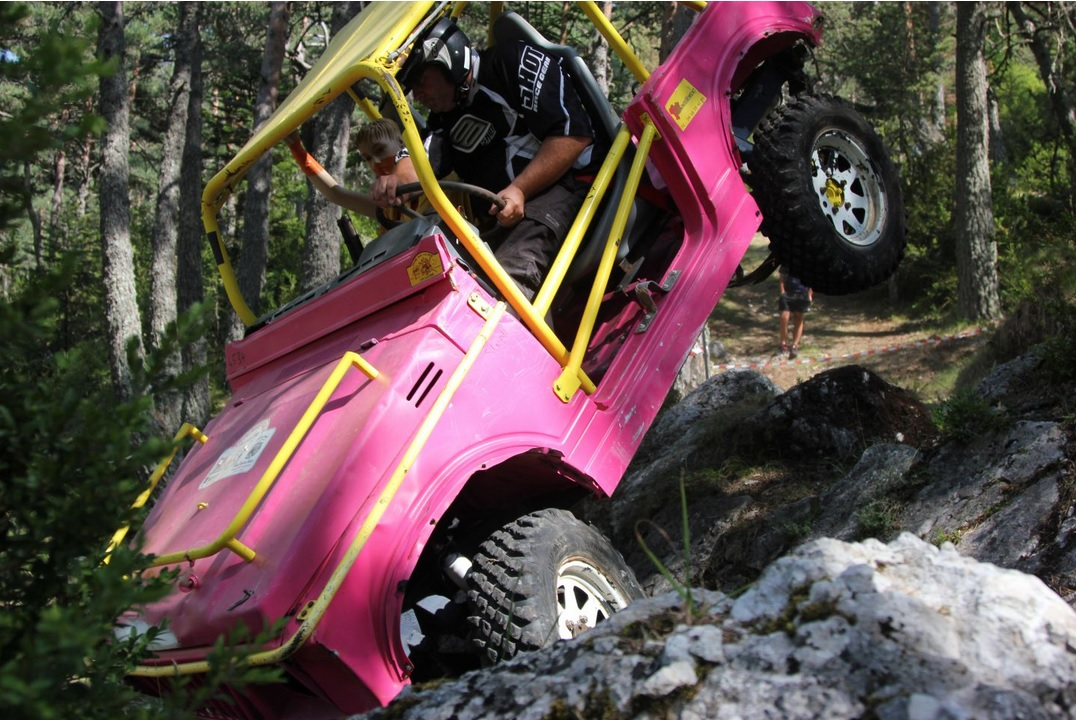
Geländewagen Suzuki SJ mit Überrollkäfig

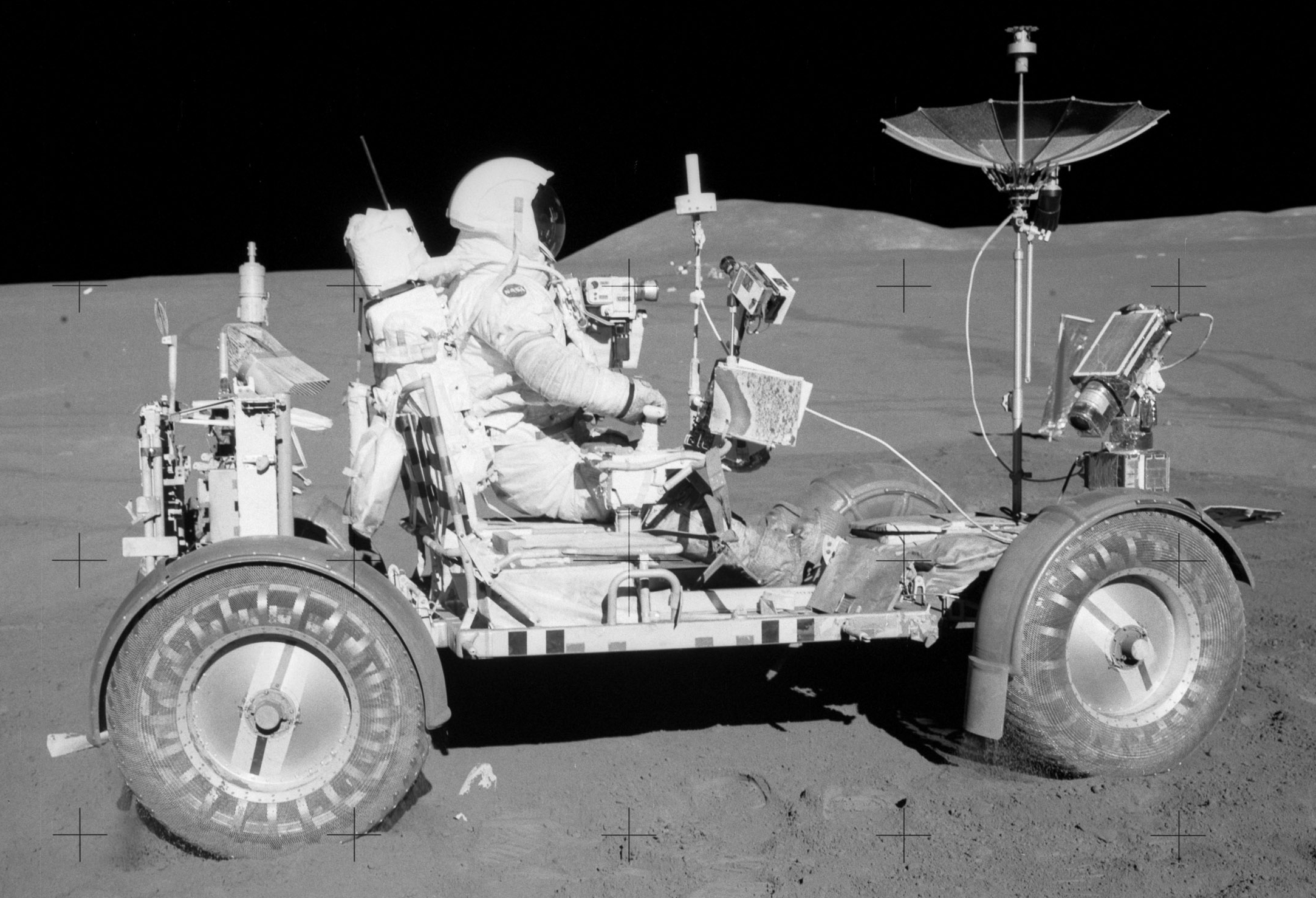
Lunar Roving Vehicle

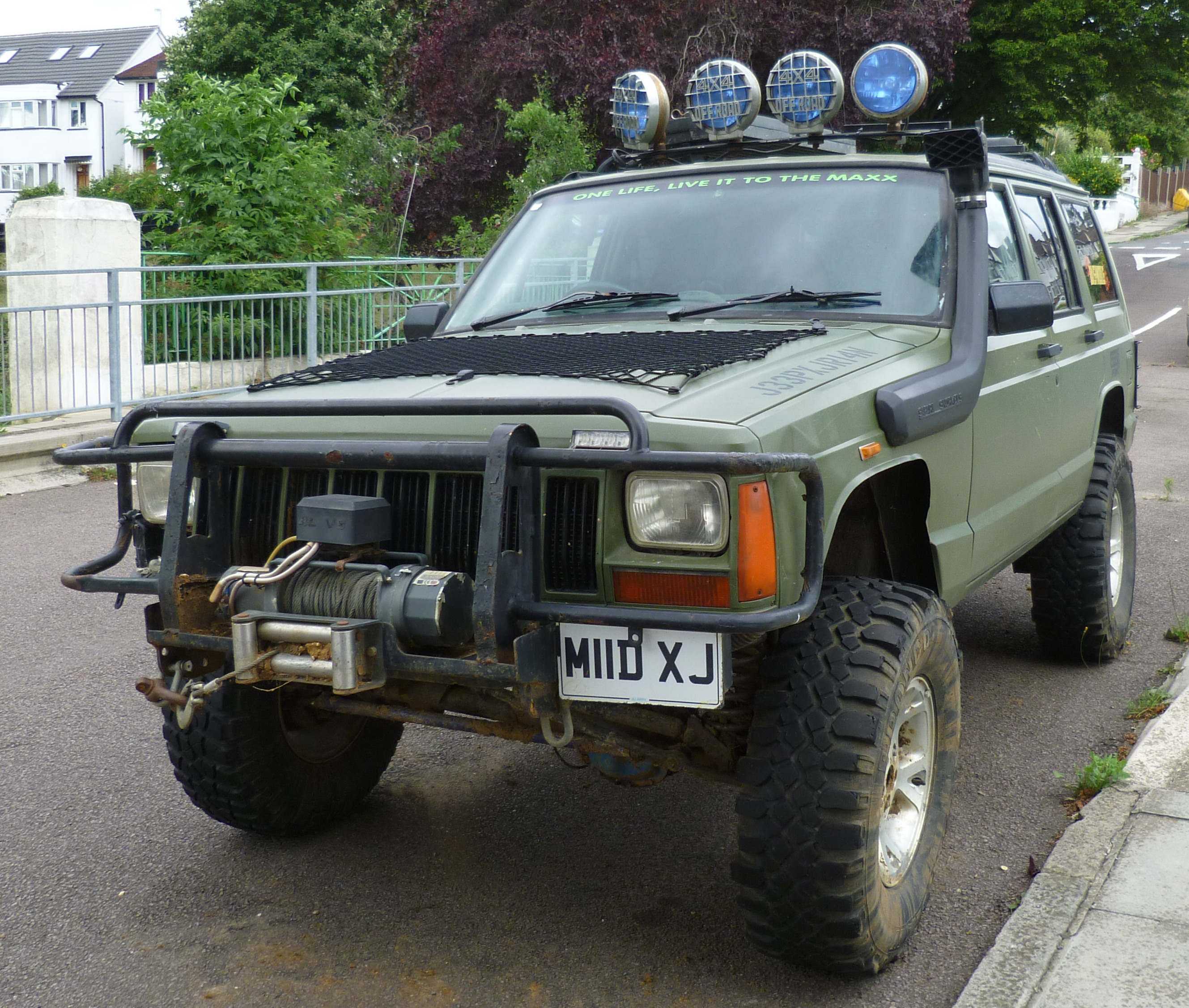
Geländewagen mit Dachleuchten, elektrischer Seilwinde, Schnorchel und Frontschutzbügel

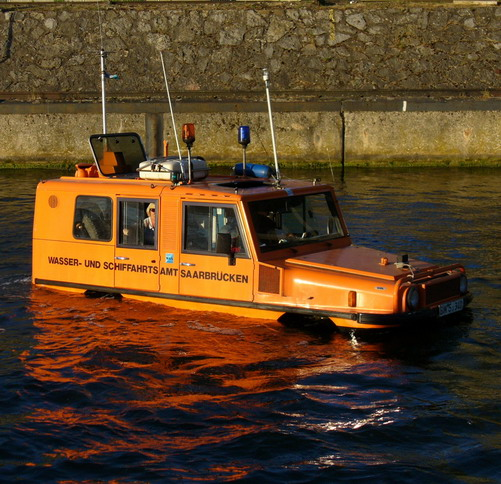
Gelände-Amphibienfahrzeug Amphi-Ranger

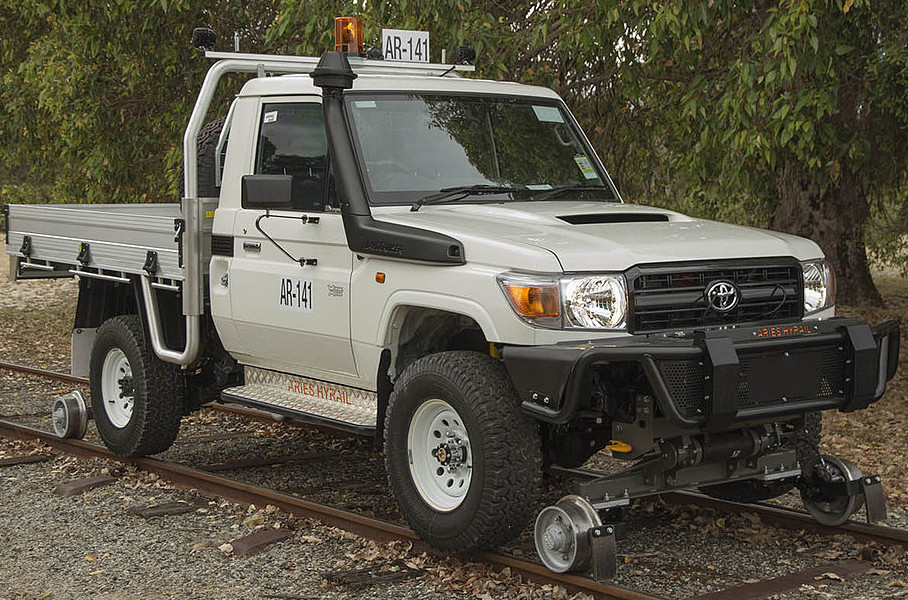
Geländewagen als Zweiwegefahrzeug

Geländewagen sind für die Nutzung auf sehr schlechten Wegen und im unbefestigten Gelände gedacht. Daher müssen sie vor allem sehr robust und geländegängig sein. Die Geländegängigkeit wird begünstigt durch eine hohe Bodenfreiheit und kurze, oft auch abgeschrägte Karosserieüberhänge, die an starken Steigungen dazu beitragen, ein Aufsetzen zu vermeiden. Verkleidungen am Unterboden, wie der sog. Unterfahrschutz, schützen empfindliche Komponenten wie Tank, Motor, Getriebe und Differentiale. Einem sicheren Vortrieb dienen Merkmale wie (zuschaltbarer oder permanenter) Allradantrieb, oft in Verbindung mit einer zuschaltbaren kurzen Geländeuntersetzung, sowie Differentialsperre(n), ein verschränkungsfähiges Fahrwerk (zum Teil noch mit Starrachsen) und grob profilierte Geländereifen. Ähnlich wie Lkw haben viele Geländewagen einen robusten Leiter-, Kasten- oder Zentralrohrrahmen mit einer aufgesetzten, nichttragenden Karosserie.
Mit den Geländewagen verwandt sind Sport Utility Vehicles (SUV), mit einigen konstruktiven und Formmerkmalen von Geländewagen, die aber in der Regel weniger geländegängig und robust ausfallen. Sie haben meist die bei Personenkraftwagen übliche selbsttragende Karosserie, Einzelradaufhängung und es fehlen oft Differentialsperren und eine Geländeuntersetzung. Viele SUVs sind auch ohne Allradantrieb erhältlich.
Eine weitere verwandte Fahrzeuggattung sind die Amphibienfahrzeuge.

## Maßzahlen
Für die Geländegängigkeit gibt es folgende Maßzahlen

Wattiefe, Wassertiefe, die bei langsamer Fahrt durchfahren werden kann.
Steigfähigkeit
Bodenfreiheit einer Achse
Bodenfreiheit zwischen den Achsen
Böschungswinkel oder Überhangwinkel
Rampenwinkel
Kippwinkel

Außerdem gibt es die Verschränkungsfähigkeit (max. Achsverschränkung).

## Rechtliches
Im Europarecht werden Geländefahrzeuge in der Richtlinie 87/403/EWG des Rates vom 25. Juni 1987 zur Ergänzung des Anhangs I der Richtlinie 70/156/EWG zur Angleichung der Rechtsvorschriften der Mitgliedstaaten über die Betriebserlaubnis für Kraftfahrzeuge und Kraftfahrzeuganhänger definiert als Kraftfahrzeuge der internationalen Klasse N1 (mit einem zulässigen Gesamtgewicht bis 2 t) oder M1 und folgender Ausstattung:
- Vorder- und Hinterachse gleichzeitig angetrieben (auch zuschaltbar),
- Differentialsperre (mindestens eine) oder Mechanismus, der eine ähnliche Wirkung gewährleistet,

und wenn sie als Einzelfahrzeug eine Steigung von 30 % überwinden können, nachgewiesen durch Rechnung.
Außerdem müssen sie mindestens fünf der folgenden sechs Anforderungen erfüllen:
- der vordere Überhangwinkel muss mindestens 25° betragen;
- der hintere Überhangwinkel muss mindestens 20° betragen;
- der Rampenwinkel muss mindestens 20° betragen;
- die Bodenfreiheit unter der Vorderachse muss mindestens 180 mm betragen;
- die Bodenfreiheit unter der Hinterachse muss mindestens 180 mm betragen;
- die Bodenfreiheit zwischen den Achsen muss mindestens 200 mm betragen.[1]

Geländewagen dürfen in Deutschland gemäß § 42 StVZO eine erhöhte Anhängelast ziehen, nämlich das 1,5fache (andere Fahrzeuge nur das Einfache) des zulässigen Gesamtgewichtes des ziehenden Fahrzeuges bis maximal 3,5 t (Beschränkung: Anhängekupplung und Auflaufbremse). Wenn das Fahrzeug allerdings mit einem Zugmaul und durchgehender Bremsanlage ausgerüstet ist, dürfen auch in Deutschland mehr als 3,5 t gezogen werden, allerdings ist der Führerschein C1E dafür notwendig.
In der Schweiz sind je nach Fahrzeug-Typ und Homologation zwischen 500 und 1000 kg ungebremste und bis über 10 t gebremste Anhängelast (z. B. Dodge Ram) zugelassen. Mehr als 3,5 t Anhängelast ist aber nur bei durchgehender Bremse (z. B. Druckluftbremsanlage) und Zugmaul erlaubt. Die zugelassene maximale Anhängelast wird nach der technischen Prüfung im Fahrzeugausweis eingetragen. Der Zug darf mit der Kategorie BE gefahren werden, allerdings fällt die LSVA an.
Selten kommen bei Geländewagen Ketten (auch Raupenfahrzeug) zum Einsatz, die zu Lasten der Geschwindigkeit eine enorme Geländetauglichkeit erzielen.

## Kritik
Immer wieder in die Kritik geraten größere Geländewagen wegen ihrer erhöhten Gefährlichkeit für Fußgänger im Falle von Zusammenstößen.
Kinder sind besonders durch teilweise montierte Frontschutzbügel gefährdet, schon bei geringer Geschwindigkeit können Unfälle tödlich enden.
Beim Zusammenstoß zwischen Geländewagen und PKW steigt das Verletzungsrisiko für den PKW-Lenker: Nach Aussage der US-amerikanischen Verkehrssicherheitsbehörde ist das Todesrisiko 35 mal höher, wenn ein PKW von einem Geländewagen statt einem anderen PKW getroffen wird.
Der VCÖ und der ADAC haben daher appelliert, die Frontschutzbügel abmontieren zu lassen bzw. nicht montieren zu lassen. Der VCÖ weist gleichzeitig auf die gegenüber PKW um 50 % erhöhten CO2-Emissionen von Geländewagen hin.
Nach dem 1. Oktober 2005 typengenehmigte Fahrzeuge der Klasse M1 dürfen laut einer EU-Richtlinie nicht mehr mit Frontschutzbügel ausgestattet sein, nach dem 31. Dezember 2012 dürfen solche Fahrzeuge nicht mehr erstmals in den Verkehr gebracht werden. Fahrzeuge, die aufgrund von Einzel- oder Typengenehmigung bereits einen Frontschutzbügel haben, dürfen diesen behalten.
Auch die neueren Modelle verfügen jedoch laut Euro NCAP nicht alle über einen ausreichenden Fußgängerschutz.
Laut der schweizerischen Materialprüfungs-Anstalt EMPA sind auch Insassen von Geländewagen einem höheren Unfallrisiko ausgesetzt, da durch den hohen Schwerpunkt in kritischen Situationen die Gefahr des Umkippens höher ist.
Neben Sicherheitserwägungen gibt es auch aus ökologischen Gründen Kritik an Geländewagen. Durch die meist größere Fahrzeugmasse und den bauartbedingt höheren Luftwiderstand ist der Verbrauch gegenüber einem gleich großen Pkw herkömmlicher Bauweise im Durchschnitt erhöht. Damit gehen höhere CO2-Emissionen sowie eine größere Belastung von Ressourcen einher.

## Neuzulassungen in Deutschland
Für Zahlen zu den jährlichen Neuzulassungen von Personenkraftwagen des Segments Geländewagen in Deutschland nach Statistik des Kraftfahrt-Bundesamtes, siehe Liste der Neuzulassungen von Personenkraftwagen in Deutschland nach Segmenten und Modellreihen#Geländewagen.

## Fachzeitschriften
- Off Road
- 4Wheel Fun

## Ähnliche Fahrzeuge
- Geländemotorrad
- Quad